# ميك ستوكويل
ميك ستوكويل (بالإنجليزية: Mick Stockwell)‏ هو لاعب كرة قدم بريطاني في مركز الوسط، ولد في 14 فبراير 1965 في تشيلمسفورد في المملكة المتحدة. لعب مع إيبسويتش تاون وكولتشستر يونايتد وهيبريدج سويفتس.